# Kunovice (Vsetíni járás)
Kunovice település Csehországban, Vsetíni járásban. Kunovice Kelč, Podhradní Lhota, Komárno, Rajnochovice, Podolí és Loučka településekkel határos. Lakosainak száma 660 fő (2024. január 1.).

## Népesség
A település lakosságának változását az alábbi diagram mutatja:
| Lakosok száma | 567  | 669  | 687  | 685  | 697  | 637  | 612  | 615  | 647  | 660  |
|               | 1869 | 1890 | 1921 | 1950 | 1980 | 2001 | 2017 | 2019 | 2022 | 2024 |